# SATURDAY NIGHT VIBES
『SATURDAY NIGHT VIBES』（サタデー・ナイト・バイブス）は、2017年4月1日から2024年3月31日（30日深夜）までJ-WAVEで放送されていたラジオ番組。

## 概要
DJ TAROがナビゲーターを務めていた土曜深夜の音楽番組で、基本的にはJ-WAVEのゼロ・スタジオから生放送されていた。
番組でかかる曲は、DJ TARO自身が選んだ曲と、リスナーからのリクエストの中から選んだ曲で構成されていた。番組ハッシュタグは「#snv813」。
番組は2024年3月いっぱいで同タイトルでの放送を終了。『WEEKEND VIBES』と題して早朝の時間帯へ移動し、なおかつ週に2回放送の番組となっている。

## 放送時間
以下の時間は日本標準時に基づく。
- 土曜 23:00 - 日曜 3:00（2017年4月1日 - 2018年9月29日）
- 日曜 0:00 - 3:00 = 土曜 24:00 - 27:00（2018年10月7日 - 2020年3月29日）
- 日曜 1:00 - 3:00 = 土曜 25:00 - 27:00（2020年4月5日 - 2020年9月27日）
- 日曜 0:00 - 3:00 = 土曜 24:00 - 27:00（2020年10月4日 - 2021年1月31日）
- 日曜 1:00 - 3:00 = 土曜 25:00 - 27:00（2021年2月7日 - 2024年3月31日）